# Schäferstraße 10 (Düsseldorf)
Das Wohnhaus Schäferstraße 10 in Düsseldorf wurde 1900 von dem Architekten Hermann vom Endt im Stil des Eklektizismus errichtet. Das Haus wurde nach dem Vorbild des Hauses Ahnfeldstraße 107 erbaut: „In der Anlage des Hauses Schäferstraße 10 bringt Architekt H. vom Endt eine Vervollkommnung des Grundrisses seines vorerwähnten Hauses Ahnfeldstraße 107“.

## Beschreibung
Das dreigeschossige Gebäude mit einer in vier Achsen aufgeteilten Fassade hatte einen dreiachsigen Schweifgiebel, welcher in Anlehnung an Vorbilder aus der Renaissance oder Barock die Fassade krönte. Das Haus wurde im Zweiten Weltkrieg teils zerstört, sodass der Giebel durch einen Nachkriegsaufbau ersetzt wurde. Der Haupteingang befindet sich auf der linken Seite, über dessen sich eine Fensterverdachung in Anlehnung an Vorbilder aus der Gotik befindet. Ein zweigeschossiger Erker dominierte die Fassade.
Im ersten Obergeschoss befanden sich das Herrenzimmer und der Salon an der Straßenseite. Dahinter befanden sich Damenzimmer, Diele, Garderobe, Lichthof, Speisezimmer und Anrichte. Diese waren besonders angeordnet: „Die Anordnung einer Nebentreppe und einer Anrichte vor dem Speisezimmer geben dem Hause eine erhöhte Wohnlichkeit“.

## Galerie

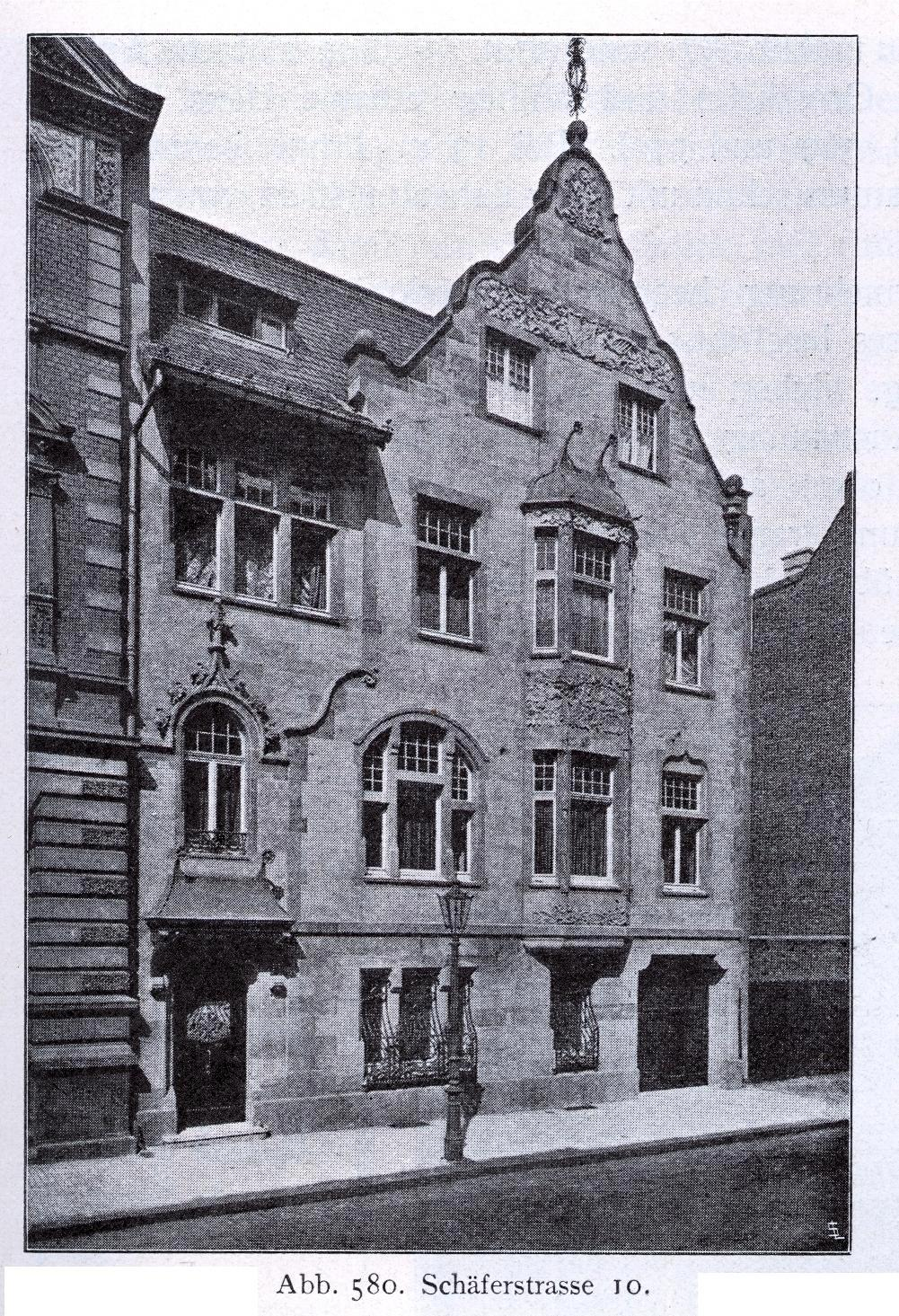
Wohnhaus Schäferstraße 10, erbaut vor 1904
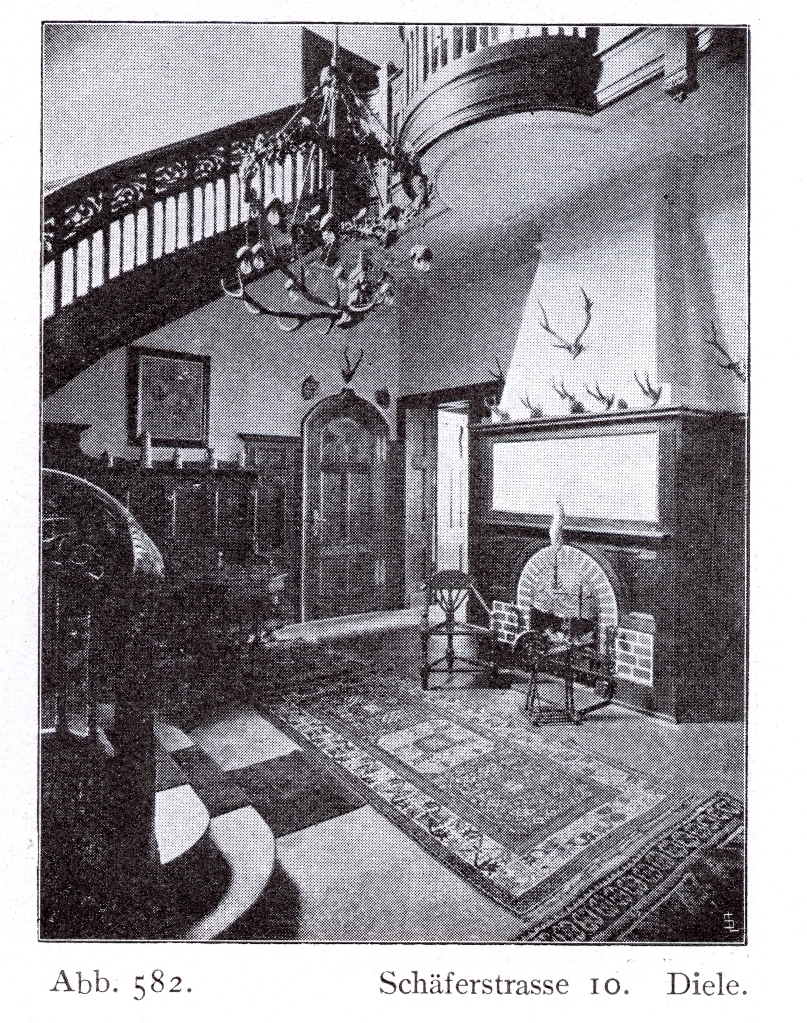
Diele mit Treppenaufgang
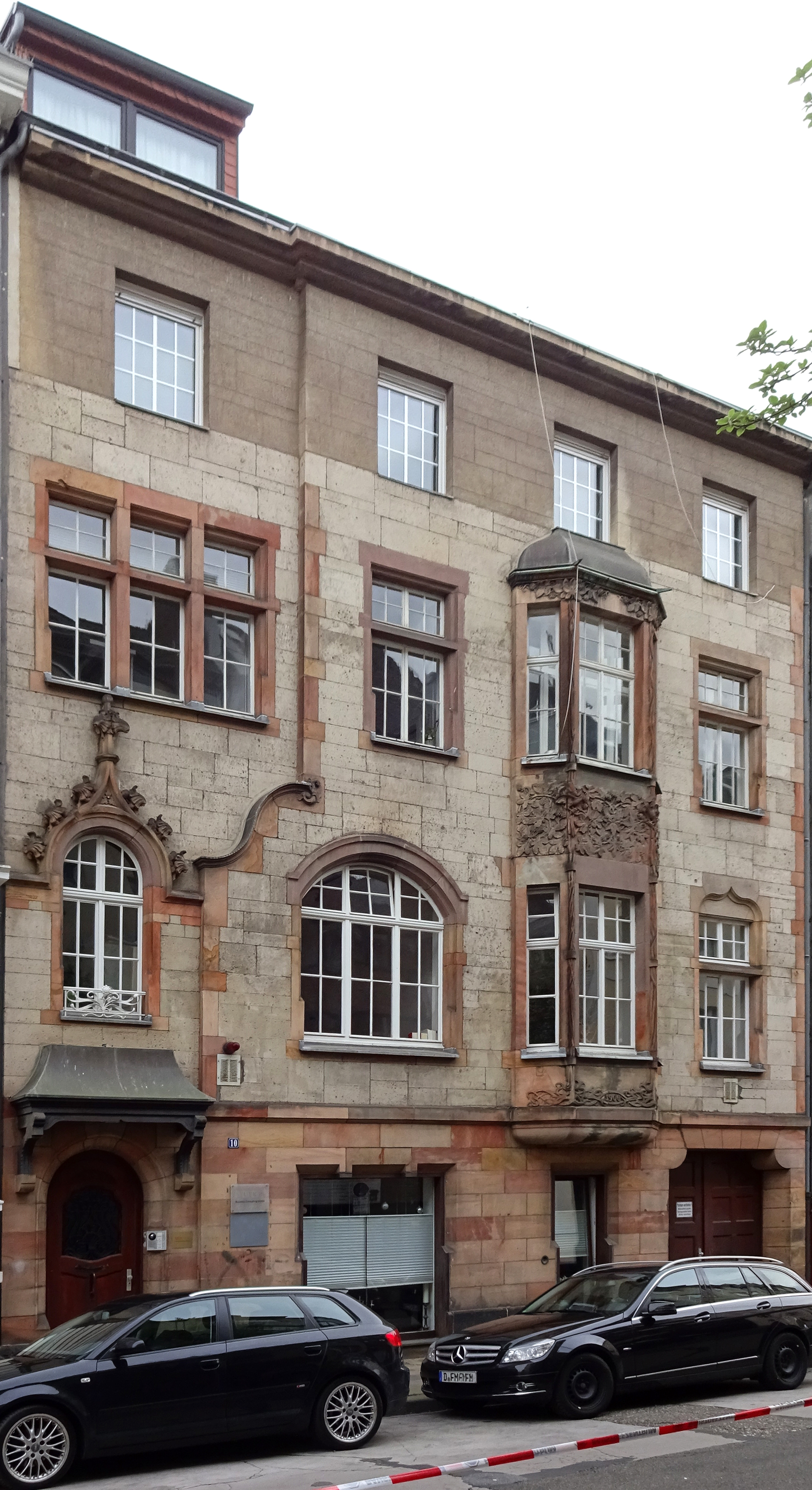
Schäferstraße 10 in Düsseldorf-Pempelfort (2018)
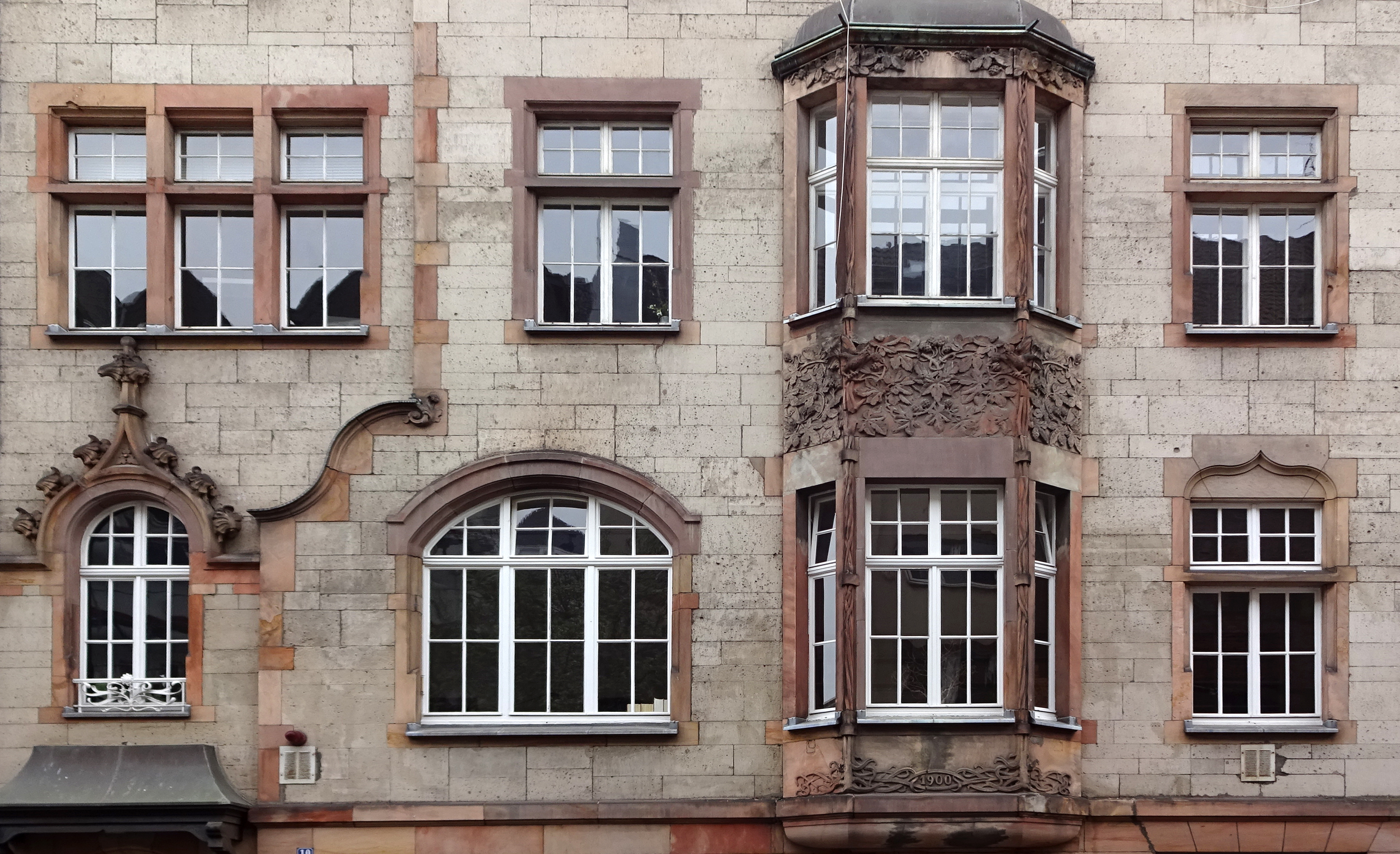
Erhaltener Teil der Fassade (2018)
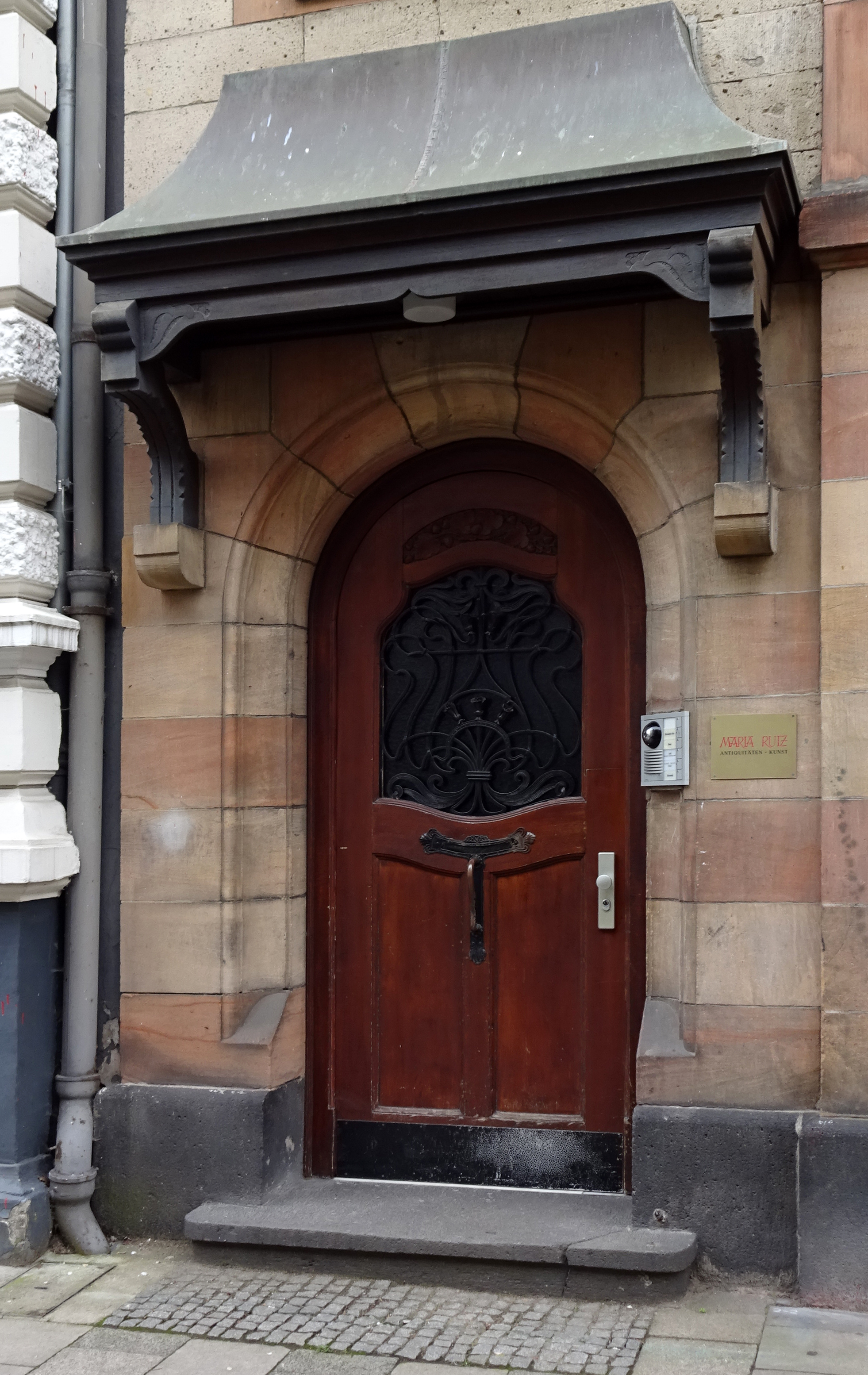
Haupteingang mit Fensterverdachung (2018)